# Odznaka Honorowa „Zasłużony dla Województwa Lubelskiego”
Odznaka Honorowa „Zasłużony dla Województwa Lubelskiego” – odznaka ustanowiona Uchwałą Sejmiku Województwa Lubelskiego Nr XLVI/717/06 z dnia 24 kwietnia 2006 r.
Odznaka jest honorowym wyróżnieniem, nadawanym przez Zarząd Województwa Lubelskiego osobom fizycznym (obywatelom polskim, a także cudzoziemcom), instytucjom państwowym, jednostkom samorządu terytorialnego, organizacjom społecznym i zawodowym oraz innym osobom prawnym, które całokształtem działalności zawodowej i społecznej, względnie realizacją swoich zadań na rzecz Województwa Lubelskiego znacząco przyczyniły się do gospodarczego, kulturalnego i społecznego rozwoju.

## Wygląd
Odznaka „Zasłużony dla Województwa Lubelskiego” jest odznaką w kolorze złotym, dwustronną. Składa się z odznaki złotej, przedstawiającej okrągły medalion, pośrodku którego w czerwonym polu umieszczone jest godło herbu województwa, wokół zaś, w otoku złotym dewiza Województwa Lubelskiego PARATA SEMPER CORNUA. 
Na medalion nałożone są symetrycznie cztery korony królewskie. Odległość przeciwnych, najbardziej oddalonych punktów koron wynosi 40 mm. Inne elementy odznaki pozostają w odpowiednich proporcjach. Na rewersie odznaki, całym złotym, w jej otoku widnieje nazwa odznaki – ZASŁUŻONY DLA WOJEWÓDZTWA LUBELSKIEGO. Pole środkowe przeznaczone jest na grawerowanie imienia i nazwiska wyróżnionego. Odznaka posiada zawieszkę, przedstawiającą wstążkę w barwach województwa, tj. biało-czerwono-żółtą.

## Odznaczeni
- 2006: Krzysztof Jerzy Babicki, Bolesław Baran, Barbara Bogdańska, Edward Cichoński, Andrzej Józef Ciołko, Stanisław Flieger, Alicja Jankiewicz, Marian Janusz Kawałko, Andrzej Roman Kidyba, Andrzej Kosek, Roman Kruczkowski, Eugenia Kwiecińska, Ewa Leśniewska, Eligiusz Madej, Marian Stanisław Małecki, Bronisław Lech Mikita, Maria Mironowicz-Panek, Eugeniusz Pindych, Józef Mieczysław Przytuła, Irena Agata Skowron, Adam Antoni Szczerbatko, Zbigniew Wichrowski, Wojciech Wójcik, Wiesława Zarychta, Jolanta Żuk-Orysiak
- 2007: Jerzy Gajewski, Marek Ireneusz Górny, Krzysztof Gumiela, Ewa Hadrian, Jerzy Kowalczyk, Wiktor Witold Lesiuk, Halina Jadwiga Magierska, Robert Jerzy Makenson, Mirosław Krzysztof Oleszczuk, Jerzy Michał Osemlak, Andrzej Jan Papierkowski, Zenon Rodak, Stanisław Rogalski, Jerzy Stefan Szarecki, Grażyna Temporowicz, Krzysztof Henryk Torończyk, Łucja Watras, Jerzy Wróblewski, Eugeniusz Zarębiński
- 2008: Zygfryd Gajewski, Ignacy Gogolewski, Wojciech Goleman, Maria Teresa Gruner, Marian Jaworski, Jan Wojciech Krzyszczak, Jerzy Leopold Krzyżewski, Czesław Maj, Krystyna Mateuszuk, Donat Niewiadomski, Sławomir Nowakowski, Sławomir Partycki, Aleksander Płatek, Jerzy Przybylski, Henryk Sobiechart, Halina Stępniak, Maksymilian Witek, Bogumiła Wójcik, Jolanta Wróbel, Gminna Spółdzielnia „Samopomoc Chłopska” w Rykach, Towarzystwo Śpiewacze „Echo” im. Stanisława Moniuszki w Lublinie
- 2009: Kazimierz Bownik, Ryszard Fiałkowski, Zygmunt Litwińczuk, Jan Łopata, Edmund Markiewicz, Marian Mazurek, Teresa Mazurek, Wacław Oszajca, Elżbieta Paradowska, Czesław Przech
- 2010: Kazimiera Goławska, Stanisław Krasowicz, Wiktor Jerzy Osik
- 2011: Piotr Kondraciuk
- 2014: Andrzej Dziura
- 2015: Krzysztof Brzeziński, Sławomir Górnik, Mirosław Łubik, Józef Zając
- 2016: Jan Maciąg, Gabriela Teresińska-Pruchniak
- 2017: Alicja Barton, Jerzy Bąk, Jan Chabros, Krystyna Chałas, Andrzej Chyła, Robert Dołęga, Sylwester Dzyr, Andrzej Gajda, Ryszard Góra, Jan Gromadzki, Bolesław Grzegorczyk, Anna Grzywaczewska, Adam Kawalec, Andrzej Kiryczuk, Franciszek Kosowski, Katarzyna Maliszewska, Marek Rarata, Jan Szubartowski, Janusz Watras, Henryk Woźniak, Marek Wysocki, I Liceum Ogólnokształcące im. Władysława Jagiełły w Krasnymstawie, „Społem” Powszechna Spółdzielnia Spożywców „Pomoc” w Puławach
- 2018: Janina Boroś, Roman Cholewa, Piotr Dragan, Marek Kopieniak, Marian Leszczyński, Jan Łukasik, Krzysztof Miłosz, Krzysztof Obst, Tadeusz Olisiejko, Wiesław Radzięciak, Andrzej Romańczuk, Marian Stasiak, Kazimierz Stocki, Ewa Wójcik, Krzysztof Piątek, Grzegorz Rzymowski, Piotr Tomala, Grzegorz Walasek, Tomasz Zając, Dziecięcy Zespół Tańca Ludowego „Ryki”, Zespół Ludowy Echo z Przychód, Towarzystwo Muzyczne im. H. Wieniawskiego w Lublinie
- 2020: Grażyna Kieres, Krzysztof Krzywiński, Marianna Niemiec
- 2021: Janusz Jarosławski, Krzysztof Tomasiewicz
- 2022: Józef Kaczor
- 2023: Maria Guz, Tadeusz Karabowicz, Czesława Klusek, Teresa Nowak, Zofia Paluch, Lucyna Pikuła, Teatr Muzyczny w Lublinie
- 2024: Antoni Dębiński, Henryk Stefanek, Andrzej Wojtan, Fundacja Fundusz Lokalny Ziemi Biłgorajskiej
- 2025: Paweł Brodzisz

Źródło:.